# 불암산터널
불암산터널(佛巖山터널)은 서울특별시 노원구 상계동과 경기도 남양주시 별내면을 잇는 수도권제1순환고속도로 상의 터널이다.
터널 남서쪽으로는 가까이에 별내 나들목이 있고, 터널 북서쪽인 상계동 방면에는 짧은 지상 구간 후 바로 수락산터널으로 이어지므로, 2022년 3월 19일에 개통된 수도권 전철 4호선(진접선) 당고개역과 별내별가람역 사이에 나란히 통과한다. 
또한, 특이 사항으로는, 불교계의 반발로 인해 공사가 잠시 중단된 적이 있다.

## 정보
- 터널: 편도4차로, 쌍굴터널
- 제한속도: 100km/h
- 사패산통합방재센터에서 불암산터널을 포함한 5개터널을 통합운영관리중이다.(노고산1, 2터널, 사패산터널, 수락산터널, 불암산터널)

## 같이 보기
- 수락산터널: 일산 방면, 다음 터널
- 사패산터널: 일산 방면, 다음 터널
- 노고산1터널: 일산 방면, 다음 터널
- 노고산2터널: 일산 방면, 다음 터널